# Alexander Bayer
Alexander Bayer (* 2. August 1964 in Lauffen am Neckar) ist ein deutscher katholischer Priester und Liedermacher von Neuen Geistlichen Liedern (NGL), der am Zürichsee lebt und arbeitet.

## Wirken
Seit 1992 hatte Bayer gemeinsame Auftritte mit dem Ensemble Entzücklika. Nach den Singspielen über Papst Johannes XXIII., Caterina von Siena, Stephan von Ungarn, Wolfgang von Regensburg, Ulrich von Augsburg entwickelte er die Nacht-Wandler: Abendgesänge, eine Mischung aus konzertanten und gottesdienstlichen Elementen. Das Projekt Nacht-Wandler: Abendgesänge wurde begleitet durch die Veröffentlichung des Liederbuches Nacht-Wandler im Schwabenverlag (2001).
Aus seiner Feder stammen einige Mitsinglieder, die in zahlreichen modernen (Kirchen-)Gesangbüchern abgedruckt wurden. Dazu gehören auch in Co-Produktion entstandene Lieder mit dem Autor Rolf Krenzer, Norbert Hoppermann oder Kathi Stimmer-Salzeder. Zu den außergewöhnlichen Veranstaltungen gehörten die gemeinsamen Konzerten mit dem Duo Sona Nova (Christina und Michael Schütz) Seit dem 1. Ökumenischen Kirchentag in Berlin 2003 gemeinsame Veranstaltungen mit dem Katholischen Bibelwerk und mit dem geistlichen Autoren Pierre Stutz. Bei der Uraufführung der Missa V-Oh-Calls in der Dillinger Basilika zelebrierte Anselm Grün. Das Doppelkonzert mit Liam Lawton 2010 im Kloster Ensdorf war der Höhepunkt der irisch-musischen Tätigkeiten seines Ensembles Entzücklika. In Zusammenarbeit mit Michael Schütz konzertierte das Ensemble Entzücklika unter dem Titel St.Airway to heaven mit neuartigen Flötenkonzerten für vier Flötisten.
Die bekanntesten Lieder
- Was steht ihr da und schaut zum Himmel empor
- Schlaft ihr Kinder dieser Erde (Text von James Krüss)
- Ich will das Morgenrot wecken
- Mein Gebet wächst wie ein Baum zum Himmel
- Ein guter Geist
- Binde deine Wünsche
- Abendlied: Wir danken dir für diesen Tag

Bayer lebte und arbeitete in den Räumen des sogenannten schwäbischen Cicero, des Prämonstratenserpaters Sebastian Sailer. Bayers im schwäbischen Dialekt frei vorgetragenen Bibelrezitationen sind von Sailers humorigen Singspielen inspiriert. Das barocke Umfeld der Prämonstratenser Klosteranlage in Obermarchtal inspirierte zu zahlreichen geistlich-musikalische Kirchenführungen besonders durch das Zwiefalter Marienmünster und die Wallfahrtskirche Wies.
Mit Bayers Umzug in die Schweiz 2015 stellte das Ensemble Entzücklika die Konzerttätigkeiten ein.
2016 belegte er beim Kirchenmusikwettbewerb „Klang und Gloria“ der Züricher Hochschule für Künste den dritten Platz.
Am 26. Mai 2018 empfing Alexander Bayer in der Kathedrale in Chur (Schweiz) das Sakrament der Priesterweihe. Er ist mitarbeitender Priester in der Pfarrei St. Stephan in Männedorf-Uetikon.
Inzwischen musiziert er solo – gelegentlich zusammen mit Michael Schlierf – vor kirchlichem Publikum oder bei den LiederLiturgien. Jördis Tielsch singt immer wieder neue Produktionen für ihn ein.

## Produktionen
mit dem Ensemble Entzücklika:
- 1996 CD: Hörspiel: Johannes XXIII. - Bilder einer Einstellung
- 1997 CD: Erdentöne-Himmelsklang, Schwabenverlag
- 1998 CD: Feier-Abend
- 1999 CD: Himmel, Herz und Hirn
- 2000 CD: Es ist noch so viel offen
- 2001 CD: Nacht-Wandler (künstlerische Gesamtleitung: Michael Schütz); Schwabenverlag
- 2003 CD: Im guten Geist (künstlerische Gesamtleitung: Hans-Werner Scharnowski); Schwabenverlag
- 2004 CD: Berührungspunkte (mit Cyrus Saleki)
- 2005 CD: Hörbuch mit Pierre Stutz: Herzensworte (Verlag Katholisches Bibelwerk)
- 2005 CD: Hörbuch mit Pierre Stutz: Vertrauensworte (Verlag Katholisches Bibelwerk)
- 2005 CD: Kostbar in deinen Augen (künstlerische Gesamtleitung: Hans-Werner Scharnowski)
- 2006 CD: Höherer Wille (künstlerische Gesamtleitung: Michael Schütz)
- 2007 CD: Bereit??? (Advents- und Weihnachtslieder)
- 2009 CD: St.Airway to heaven. Entzücklikas geistlicher Flötenzauber (künstlerische Gesamtleistung)
- 2010 CD: Meine Hoffnung zu eurer: Mitsinglieder.
- 2011 CD: Irische Messe. Deutsch von Alexander Bayer; Musik: Liam Lawton; künstlerische Gesamtleitung: Hans-Werner Scharnowski
- 2012 CD: Memory. Live-Mitschnitte aus Irischem Konzert, St.Airway to heaven und Abendgesängen.
- 2013 Promotion-CD "Zum Wiedersehen" (künstlerische Gesamtleitung: Tobias Eichelberg und Eberhard Rink)
- 2013 CD: Expedition Schatzsuche. Lieder für und mit Kindern. Zusammen mit dem Jugendchor Right-ναω und dem Singplausch Birmensdorf.
- 2013 CD: Entzücklikas Adventsvesper. Neue Adventslieder mit Streichern und Flöten.
- 2018 CD: Viele kleine erste Schritte; Compilation anlässlich der Priesterweihe
- 2021 CD: Verschmerzt, vertont, verwandelt: Christuslieder von Alexander Bayer. Produktion: Tobias Eichelberg und Jan Primke.

## Liedsammlungen
- 2001 Buch: Nacht-Wandler Abendgesänge; Schwabenverlag, Ostfildern
- 2011 Irische Messe "Die Saat geht auf" (Liam Lawton; Dt. Alexander Bayer); Dehm-Verlag Limburg
- 2020 Irische Messe "Mehr als zu erwarten" (Liam Lawton; Dt. Alexander Bayer); Dehm-Verlag Limburg